# Bernard Patrick Devlin
Bernard Patrick Devlin (10 de março de 1921 - 14 de dezembro de 2010) foi um bispo católico da Diocese de Gibraltar, nascido na República da Irlanda.